# Mosaici bizantini della Sicilia

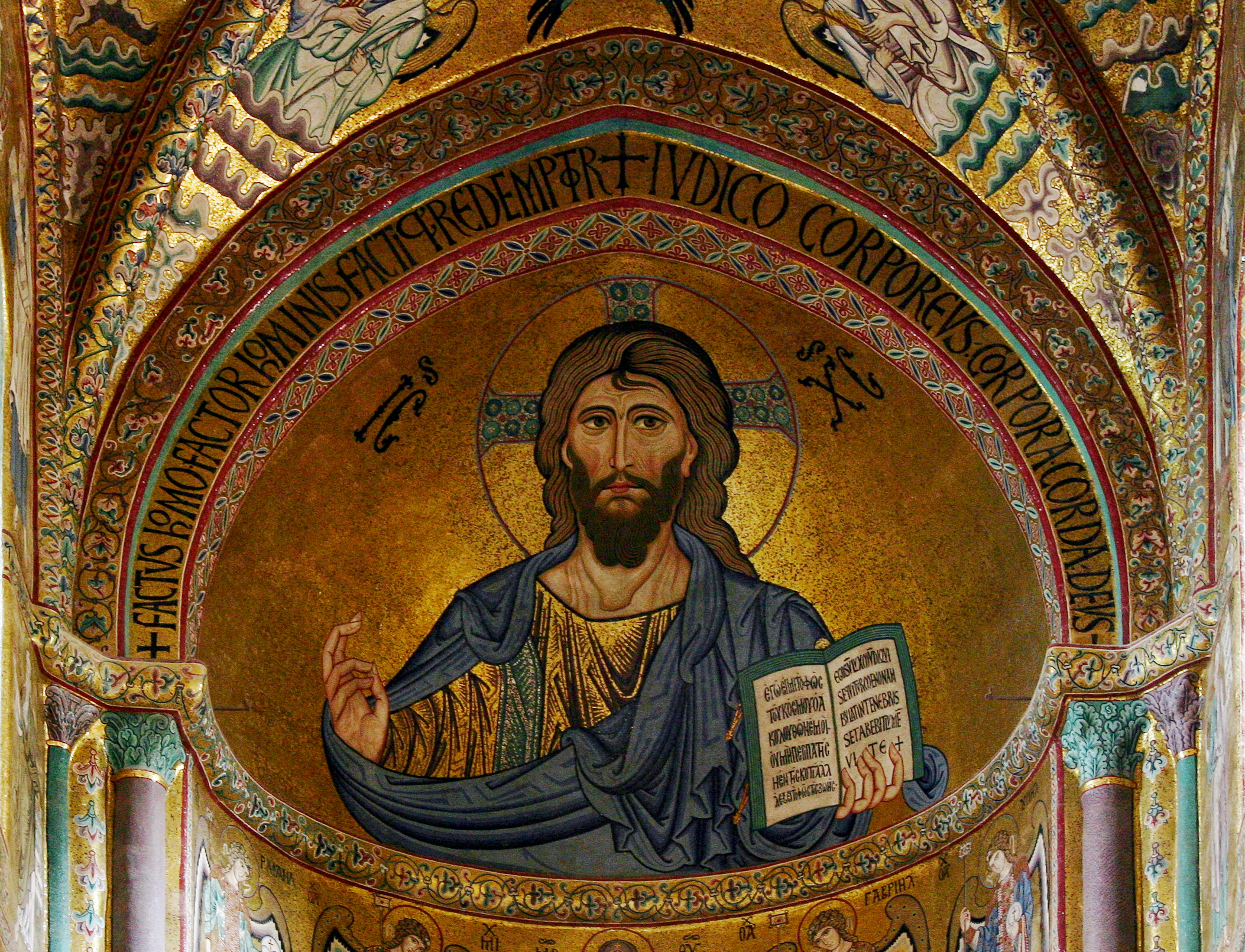
Il Cristo Pantocratore del Duomo di Cefalù

I mosaici bizantini della Sicilia sono un esempio dell'arte bizantina in Italia. Sebbene i bizantini avessero occupato la Sicilia dal 535 fino all'invasione islamica dell'isola nell'827 (anche se l'ultima roccaforte Rometta capitolò solo nel 965), furono i principi normanni, che consolidata la conquista della Sicilia e proclamato nel 1130 il Regno di Sicilia, si avvalsero di maestranze bizantine (o di scuola bizantina), per i loro palazzi e le chiese.
È infatti con Ruggero II, e primo re, che le chiese palermitane incominciano a rivestirsi di mosaici, e non esistendo in situ, si fece ricorso, come del resto per tante altre manifestazioni al centro in quel momento di più risonante prestigio, e con il quale intercorrevano scambievoli rapporti: cioè i mosaicisti di Costantinopoli.

## I più antichi mosaici della Sicilia

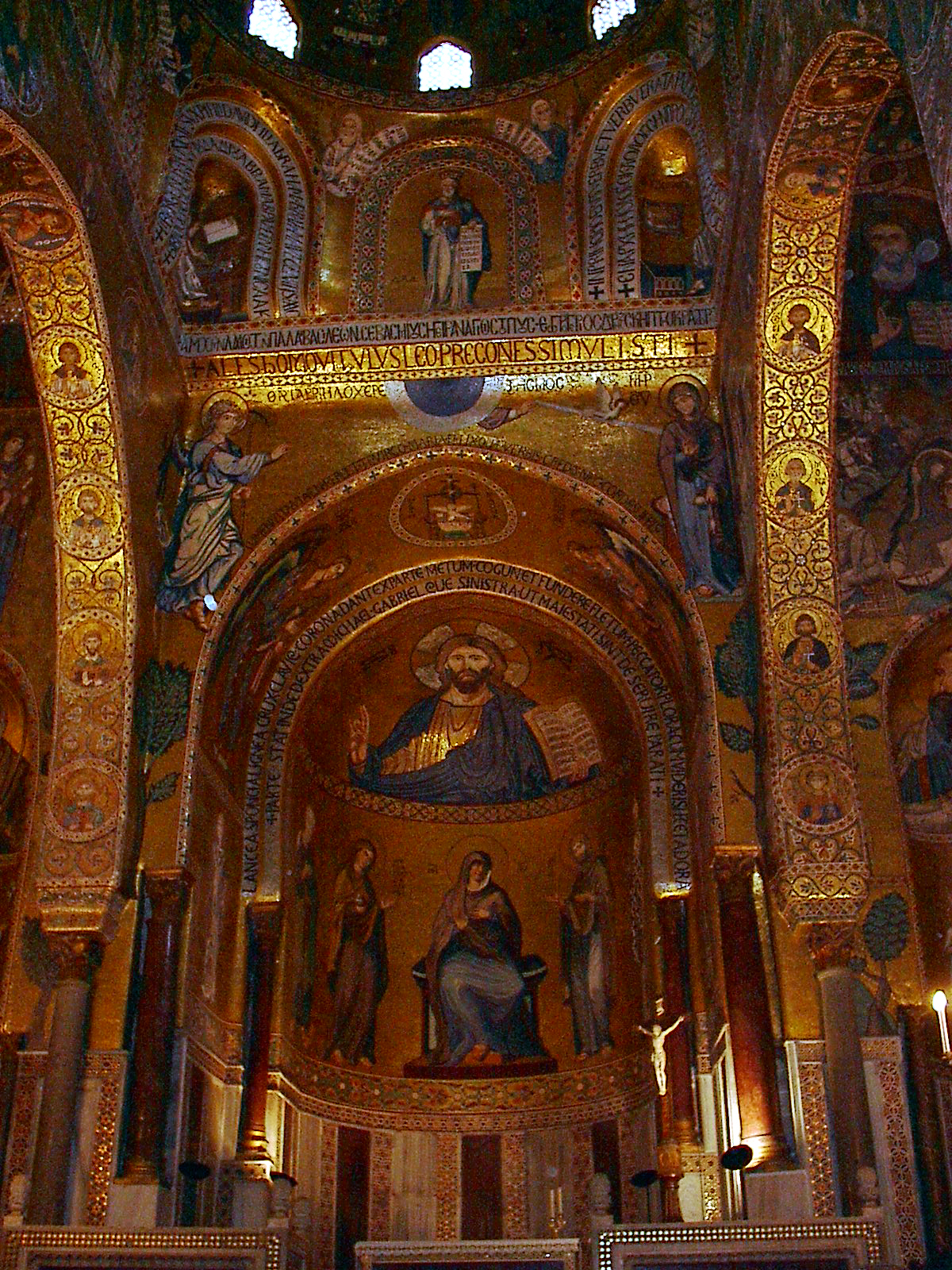
I mosaici della Cappella Palatina di Palazzo dei Normanni a Palermo

L'arte bizantina, nelle sue forme più auliche, è documentata – oltre che nei mosaici riemersi in Santa Sofia, nelle decorazioni delle chiese periferiche e nelle miniature – nel nucleo più antico di mosaici nelle chiese siciliane: nella parte più antica (cupola e presbiterio) dei mosaici della Cappella Palatina e in quelli che ammantano la chiesa di Santa Maria dell'Ammiraglio di Palermo; in quelli che decorano l'abside della cattedrale di Cefalù (i più classici tra i mosaici siciliani), sui quali vennero più tardi esemplati quelli dell'abside del duomo di Monreale; infine nelle pareti (quelli del soffitto sono più tardi) della “Sala di Re Ruggero” nel Palazzo dei Normanni, e in quelli che decorano la volta a crociera sul bema nella cattedrale di Cefalù. 
La decorazione di Monreale è stata realizzata fra il 1180 e il 1190, anche se iconograficamente appare in gran parte prefigurata dalla decorazione delle navate della Cappella Palatina avviata al tempo di Guglielmo I, quando, in connessione con quanto avveniva nell'architettura, per la mediazione della cultura campana, pensieri e modi occidentali incominciarono ad intaccare il tessuto orientale (arabo e bizantino) dell'arte siciliana. È così testimone di un nuovo afflusso di maestranze bizantine in Sicilia legate al giro della cultura sviluppatasi nell'età tardo-comnena. L'agevole confronto tra le analoghe scene di due cicli corrispondenti (quelle, ad esempio, tratte dal Vecchio Testamento), dimostra infatti che dai mosaici della Cappella Palatina a quelli del duomo di Monreale non vi è alcun passaggio; e però è del tutti impossibile postulare, come ha giustamente notato il Kitzinger, una continuità nello sviluppo dei modi stilistici. 
In confronto ai modi ancor aulici e classicheggianti, pur negli accenti narrativi, dei mosaici della navata della Cappella Palatina, alla loro ornamentale staticità, tanto efficacemente secondata dal gioco melodico delle linee, le scene di Monreale si caratterizzano per un andamento rapido e movimentato, servito dalla continua frammentazione della linea, dal risalto dei colori non più stesi in zone locali statiche e circoscritte; per un inserimento più organico nelle vaste partiture architettoniche, sicché questi ultimi sembrano pensate per accogliere la decorazione musiva ed essere esaltate dalle stesure musive, e la decorazione per esser inserita nell'architettura, e da quest'ultima al massimo valorizzata e resa evidente. 
Questi modi, dal punto di vista formale, non hanno precedenti in Sicilia, ma ben li hanno nell'Oriente greco, dove tutto – dice il Kitzinger – “un vasto gruppo di affreschi e di mosaici sparsi in varie parti del mondo bizantino e lungo i suoi confini” (Macedonia, Bulgaria, Cappadocia…), presenta fenomeni stilistici sostanzialmente analoghi. Tali manifestazioni, per apparire simultaneamente in una vasta area – fin nelle lunette principali di Sant'Angelo in Formis e nei mosaici di Monreale – possono spiegarsi solo come irraggiamento di umori metropolitani. Tali umori, nei mosaici monrealesi, si saldano con quelli della cultura campana, convalidando anche per quest'aspetto il fenomeno che s'avverte nell'architettura, in un momento in cui nella corte palermitana avevano posizioni di primissimo piano uomini come Romualdo Salernitano e Matteo Aiello, formatisi nell'ambiente catanese dell'Italia meridionale.

### Limiti cronologici dei più antichi mosaici della Sicilia
L'attività dei maestri bizantini in Sicilia si riduce in due momenti: quello più antico s'include nel giro breve di poco più d'un decennio. Nel fatto, l'iscrizione della fascia musiva che riquadra alla base la cupola della Cappella Palatina testimonia che la sua decorazione venne portata a compimento nel 1143; mentre i mosaici sottostanti e quelli che, – ove si faccia eccezione delle absidi – ornano il presbiterio, non scavalcano la data di morte di Ruggero, il febbraio del 1154. Ciò si ricava da due testi d'importanza fondamentale. La tanto discussa omelia dello pseudo Teofane Cerameo – recitata certamente in presenza del re, in occasione della festività solenne degli Apostoli Pietro e Paolo, ai quali la cappella era dedicata – accerta la presenza sulle pareti della chiesa di mosaici d'età ruggeriana. Il passo del Chronicon di Romualdo Salernitano ci consente, sia pure indirettamente, di fissare il limite di tale decorazione. 
Nell'omelia è, infatti, ricordato non soltanto il soffitto “luccicante d'oro in ogni parte”, ma anche le pareti e il loro rivestimento marmoreo e musivo. Giacché si deve ammettere che la decorazione musiva del tempo del primo Guglielmo sia quella delle pareti della navata centrale e delle navi laterali ne consegue che i mosaici ricordati dall'omelia sono quelli del presbiterio, e che per l'occasione le pareti della chiesa fossero ornate di drappeggi e stoffe preziose. 
Nello stesso 1143, fermato nell'iscrizione della fascia musiva che riquadra alla base il tamburo della cupola della Palatina, venne pure portata a compimento o quasi la decorazione della chiesa dell'Ammiraglio, così come scritto in un diploma di quell'anno del suo fondatore Giorgio d'Antiochia.
I mosaici dell'abside di Cefalù, secondo l'iscrizione che corre alla base dell'ultimo registro figurato, vennero eseguiti nel 1148: Non c'è nessuna ragione per dubitare di questa data, perché come ha ormai dichiarato il Di Stefano, la decorazione musiva s'inserisce in quella fase di costruzione, la seconda, che vide particolarmente impegnato Ruggero per fare di quella di Cefalù, sull'esempio di Saint Denis, la chiesa rappresentativa della monarchia normanna in Sicilia.
Più avanti nel tempo, ma sempre d'età ruggeriana, sembrano a Cefalù i mosaici di una delle volte a crociera costolonata del bema, sia che esse, con lo Schwartz, si considerino costruttivamente legate alla calotta absidale, sia che col Di Stefano si considerino eseguite intorno al 1150, quando abbandonato il progetto della grandiosa costruzione, l'inserzione delle volte, esemplate su modelli francesi, poté esser un compenso alla rinunzia del completamento dell'abside.
Il complesso dei mosaici siciliani s'include così in due momenti ben conclusi nei loro limiti cronologici. Il gruppo più antico, quello d'età ruggeriana, ha il suo epilogo in alcune zone dei mosaici del presbiterio della Palatina e in quelli della volta di Cefalù. Il secondo gruppo invece, avviato durante il regno del primo Guglielmo, ha la sua manifestazione più ampia nei mosaici del duomo di Monreale. I caratteri dei due gruppi sono diversi, ma nella loro differenza trovano un punto di passaggio nei mosaici della navata centrale della Cappella Palatina, per gli accenti che ancora richiamano quelli più antichi e per l'assetto che, particolarmente sul piano iconografico, prelude a quelli più avanzati.
A questo stesso periodo è assai probabile appartengano i mosaici della “Sala di Re Ruggero” in cui studiosi come il Muratoff e il Bettini vedono un riflesso dell'attività delle “botteghe di palazzo di Bisanzio”, e però, scomparse le decorazioni della metropoli, è l'unica opera rimasta a documentare l'aspetto profano e cortese dell'arte bizantina, intinto d'umori e di motivi musulmani.
Per quel che tocca le ragioni dello stile, i mosaici della “Sala di Re Ruggero” (il discorso va naturalmente a quelli delle pareti) sembrano inserirsi nella linea che dai riquadri delle “feste” del presbiterio della Cappella Palatina porta alle scene tratte dal Vecchio Testamento nella navata centrale: degli uni e delle altre ribadiscono gli accenti lineari, con un senso ancora più statico, per la ripresa delle arcaiche composizioni frontonali e per l'esclusione d'ogni indicazione spaziale, sì che le figure vengono a cogliersi nella sigla araldicamente raffinata dei profili, spinta fino alla preziosità dall'arabesco, mentre gli alberi, stilizzandosi in parvenze geometriche, acquistano un carattere di favolosa fissità.
Ad essi si riattacca e da essi deriva la fascia musiva della Zisa, ma il tono piuttosto scattante e movimentato del complesso inducono a crederla d'un momento più avanzato. Si può in altri termini dire che tra i mosaici della Sala di Re Ruggero e quelli della Zisa intercorre il medesimo rapporto che c'è fra i mosaici della navata centrale della Palatina e quelli della navata centrale di Monreale. E non è da escludere che essi appartengano proprio allo stesso tempo della decorazione della famosa cattedrale.

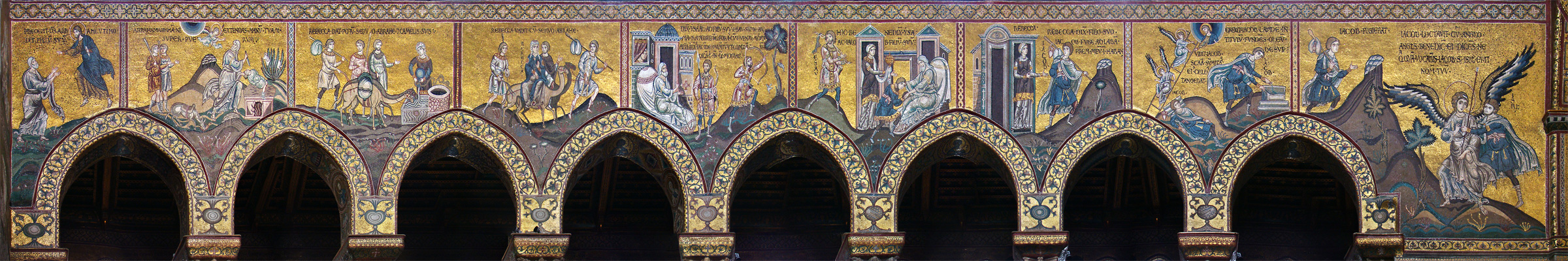
Mosaici della navata nord del Duomo di Monreale

## L'ordinamento dei mosaici

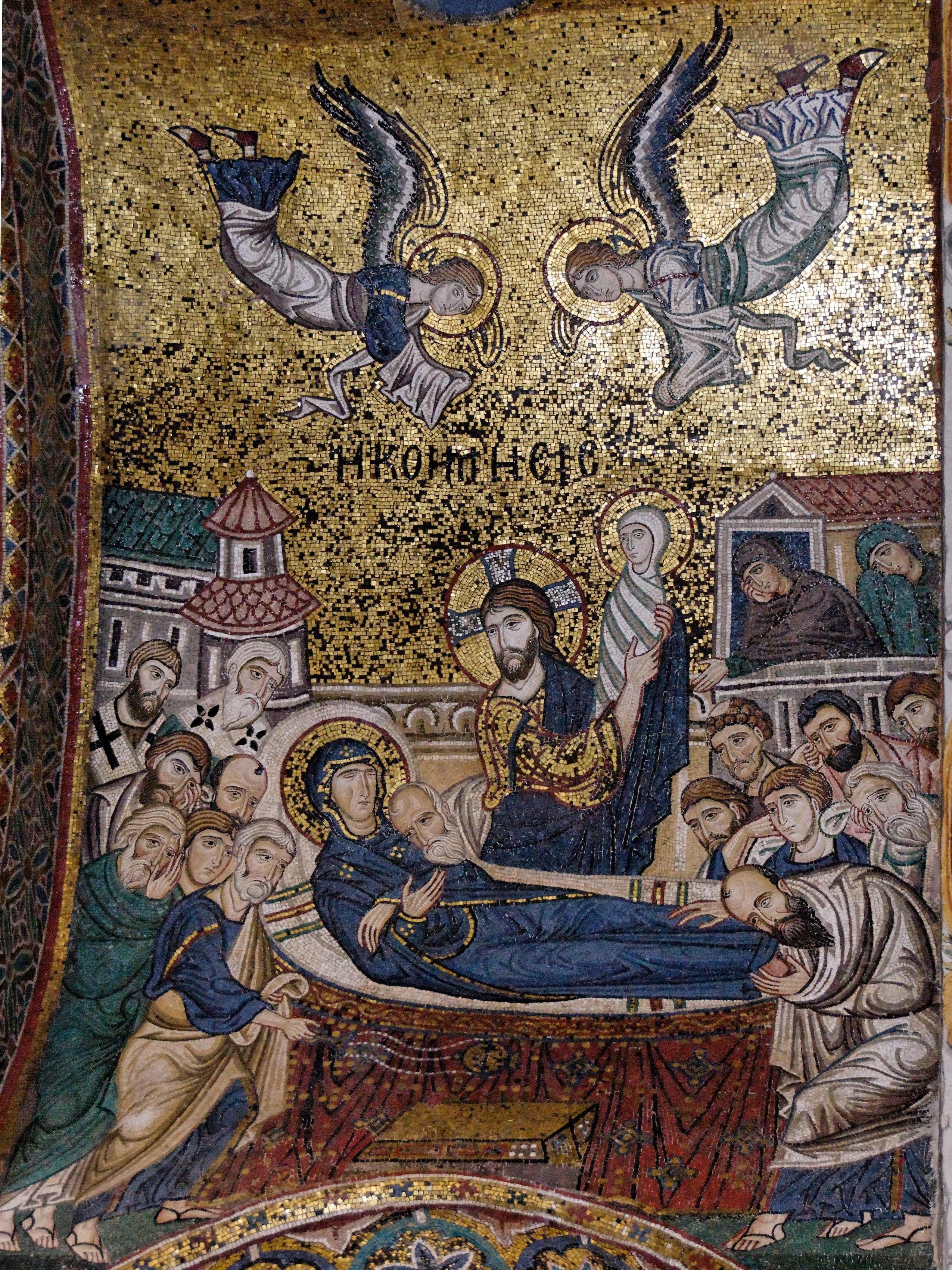
mosaici nella Chiesa della Martorana a Palermo

La prima e più importante parte della decorazione musiva delle chiese siciliane venne dunque eseguita fra il 1140 e il 1154. Si lavorò spesso contemporaneamente in chiese diverse, e vennero impiegati vari maestri e diverse maestranze, anche se gli uni e le altre accusano orientamenti per tanti aspetti analoghi ed appaiono legati ad un medesimo ambiente culturale, ad un medesimo centro d'arte e civiltà. Comunque, se diversi furono i maestri e le maestranze, unico fu il criterio che – a parte l'adattamento al diverso tipo delle costruzioni, ora centrico, ora basilicale – servì di guida alla decorazione, sempre limitata, almeno in questa prima fase, alla zona del santuario e a quella del portico – ove tanto alla Palatina che nella chiesa dell'Ammiraglio e a Cefalù – trovarono posto le figurazioni votive o dedicatorie, cioè le figure extraliturgiche. 
La decorazione della chiesetta, fatta edificare da Giorgio d'Antiochia, costituisce, fra quelli più antichi, l'esempio più omogeneo, anche se non il più complesso ed alto. Domina al sommo della cupola, entro un disco d'oro, il Pantocratore benedicente, rappresentato non a mezzo busto come nella Palatina ma, secondo uno schema più arcaico, a figura intera; e nella calotta s'inchinano adoranti quattro figure d'angeli. Nel tamburo ottagono della cupola, proprio in corrispondenza degli angoli, s'adergono le figure dei profeti (David, Isaia, Zaccaria, Mosè, Geremia, Elia, Eliseo, Daniele) con la destra levata nel classico gesto degli oratori e la sinistra in atto di mostrare il rotolo delle profezie; nelle volte, fiancheggianti trasversalmente il tamburo della cupola, sono invece a due a due allineate ed affrontate, in forme ancor più imponenti le figure degli apostoli: Pietro e Andrea, Giacomo e Paolo, Tommaso e Filippo, Simone e Bartolomeo. La serie degli apostoli, dalla quale sono esclusi Giacomo maggiore e Mattia, è completata, al modo bizantino, dagli evangelisti curvi nelle nicchie angolari del raccordo.
Del ciclo delle “feste” non si vedono che quattro scene: la Natività e la Dormitio Virginis, che si fronteggiano nella volta ad occidente: l'Annunciazione e la Presentazione al Tempio, figurate come nella Palatina sulle fronti delle grandi arcate traverse sorreggenti la cupola. Il Diehl pensa che le quattro scene indicate siano le sole rimaste o le sole eseguite di tutto il ciclo. Ma, a considerare le limitate proporzioni della chiesa, può anche supporsi che delle dodici scene del ciclo, chi ideò il piano della decorazione, abbia scelto solamente quelle in più immediato rapporto con la vita della Vergine, alla quale appunto la chiesetta venne dedicata.
La decorazione si completa con i Santi guerrieri e i Santi vescovi, entro medaglioni, nei sottarchi, e con i mosaici delle absidi: in quella centrale era rappresentata la Vergine assistita dagli arcangeli Gabriele e Michele, che ancora si vedono nella fascia corrispondente del bema; nelle absidiole laterali, in una San Gioacchino, nell'altra Sant'Anna.
Nella Cappella Palatina la rappresentazioni delle “feste” si tramuta in un vero e proprio ciclo cristologico. Dodici scene raggruppate in dieci scomparti (Annunciazione, Natività e Adorazione dei Magi, Sogno di Giuseppe e Fuga in Egitto, Presentazione al Tempio, Battesimo, Trasfigurazione, Resurrezione di Lazzaro, Ingresso a Gerusalemme, Ascensione, Pentecoste) rievocano della vicenda di Cristo quella parte che meglio si connette con la sua natura ultraterrena e il trionfo divino nell'eternità. Mancano le scene relative alla Passione, la controparte umana della vicenda cristologia, ma esse, almeno secondo il parere di Kitzinger, avrebbero dovuto trovar posto nella fiancata settentrionale, occupata poi dalla tribuna per il soglio reale. La presenza di essa spiegherebbe, secondo il Demus, alcune particolarità iconografiche, come la collocazione nell'absidiola di sinistra, anziché in quella centrale, della Hodigitria, e la sua sistemazione, leggermente decentrata sulla destra rispetto all'asse del catino (l'immagine in tal modo poteva ben vedersi dal soglio); e secondo il Kronig, complicherebbe, con un sovrappiù di significato simbolico, le figurazioni della parete meridionale, sia in ordine alla scelta che all'ordinamento, nel quale viene ad acquistare, rendendo esplicito il simbolo del duplice piano religioso e politico, una posizione centrale e dominante, proprio negli convoglianti ed esaltanti le luci irradianti dal Cristo e quelle delle quattro finestre, la scena della Trasfigurazione.
In ogni caso, anche se il significato liturgico assume un sottinteso politico-religioso, e la stessa iconografia s'arricchisce di nuove connessioni e di sottili implicazioni, non si può dire che l'ordinamento iconografico della decorazione del presbiterio della Palatina sconfini nel complesso dello schema tradizionale. Per esso, come nella chiesetta della Martorana e successivamente nell'abside della cattedrale di Cefalù, dalla rappresentazione della Chiesa celeste, simboleggiata dal Pantocratore – isolato nel punto più dominante: la sommità della cupola, o la sommità dell'abside – e dal suo angelico corteggio, si passa alla rappresentazione della Chiesa terrestre, e in tal passaggio, che implica una gerarchia di simboli, ogni scena ed ogni figura hanno una precisa funzione, resa evidente dalla stessa preordinata collocazione. Dal cielo si passa per gradi alla terra, ove l'eternità si rivela come un immoto paradigma di perfezione, e all'umana vicenda adombrata dall'Etimasia (il trono simbolico con le insegne di Cristo) è proposta, come scala per arrivare al cielo, l'esemplarità della Chiesa terrestre, instaurata dalla vicenda terrena e celeste del Cristo, testimoniata dalla vita dei Santi e confortata dalla dottrina dei Padri. In tal modo, non una vicenda storica è alla base dell'ordinamento iconografico, a stimolare la fantasia dell'artista, ma la fissità teocratica del dogma e della liturgia.

## Precedenti e sviluppo dell'ordinamento iconografico
L'ordinamento iconografico testé accennato appare, a quel che si sa, nei mosaici della “Nea” – la “nuova chiesa” per eccellenza – fondata nella seconda metà del IX secolo da Basilio I, e dei quali si ha notizia per la descrizione fatta dal patriarca Fozio in uno dei suoi “Sermoni”. Del pari distrutti sono i mosaici che ornavano la chiesa dei SS. Apostoli, rievocati dalle descrizioni di Costantino Rodio e di Nicola Mesarite; sicché il più antico monumento in cui si rifletta il nuovo ordinamento è oggi costituito è oggi costituito dai mosaici della chiesa di San Luca nella Focide eseguiti, come ormai generalmente si crede, nella prima metà del secolo IX (circa il 1035). Ma se si vuole un esempio che a quelli siciliani sia vicino non solo per l'ordinamento iconografico, ma per il modo con cui esso è interpretato, e per la ripresa dei modelli classici, bisogna rivolgersi alla decorazione della chiesa della Dormizione a Daphni nell'Attica, che si tende a credere eseguita al principio del IX secolo.
L'orientamento al quale i mosaici siciliani più direttamente si riattaccano è quello definito “aulico”, ed è appunto l'orientamento riecheggiato dai mosaici di Daphni. Molti dei passaggi che intercorrono fra San Luca a Daphni e da questi ai mosaici siciliani sono ignoti, eppure dei mosaici greci, tanto sul piano iconografico che su quello stilistico, non è possibile far un immoto precedente di quelli siciliani. Il loro ordinamento, assecondato dalla stessa conformazione dell'edificio, è ancora quello di San Luca, ma nel confronto si ha l'impressione d'esser in presenza di un nuovo mondo, più astratto e immoto e soprattutto più armonico e mondano. 
Nell'intavolazione iconografica, l'unico elemento di derivazione orientale è costituito dalla solenne e inaccessibile figura del Pantocratore; le altre figure e le altre scene hanno un tono meno distaccato e, sul vasto campirsi dell'oro, sono, dalla modulata varietà degli accenti cromatici, registrate con nobiltà d'antico stampo. La disposizione liturgica si subordina al ritmo coloristico, in cui si trasfigura: le varie figure e le varie scene sono ancora sistemate entro il limite degli scomparti architettonici, ma il loro rituale e gerarchico isolamento è superato dal continuo attrarsi e dal rispondersi dei colori, e più dal rapporto di reciproca esaltazione che, specie in alcune zone (il tamburo della cupola, per esempio, scenograficamente dilatato dalla successione dei Profeti, perfettamente intervallati dal ritmo verticale delle finestre), viene a stabilirsi tra partitura architettonica e ritmo cromatico.
Nelle chiese siciliane l'ordinamento iconografico corrisponde esattamente, almeno nei principi direttivi, ai criteri esposti, ma dov'esso appare articolato con maggior coerenza è nella chiesetta di Santa Maria dell'Ammiraglio a Palermo, e poi, con perfetta adeguazione all'impianto basilicale, nella cattedrale di Cefalù e nell'abside del duomo di Monreale. In Santa Maria dell'Ammiraglio la decorazione, pur seguendo, sull'esempio di Daphni, lo sviluppo delle strutture architettoniche, si scandisce con maggior libertà sui vasti campi dorati. Una puntuale desunzione può indicarsi nel ritmico succedersi dei profeti sulle facce ottagone del tamburo della cupola, ma il punto di più intima concordanza è nella ripresa di motivi classici e nel rinnovato equilibrio tra le convenienze liturgiche e il dispiegarsi dell'effetto visivo.
Nell'abside della cattedrale di Cefalù e in quella del duomo di Monreale, da essa derivata, la decorazione armonizza l'integrità della dogmatica significazione con l'andamento basilicale delle costruzioni, ed è nella relazione con l'impianto architettonico che si spiega la ripresa del tipo premacedone, e di derivazione iconica, della severa figura del Pantocratore, che s'assesta grandioso nei catini delle due absidi. A Cefalù la teoria degli otto Apostoli, sotto la fascia che ha nel centro la Vergine orante, simboleggia la chiesa terrestre ed insieme il sacramento dell'Eucaristia.
Tale concezione iconografica è altresì presente nel piano della decorazione della Cappella Palatina: qui però si va ben al di là non solo dell'aulico traguardo di Daphni, ma anche degli esempi più avanzati della chiesa dell'Ammiraglio e della cattedrale di Cefalù. La decorazione, in particolare quella della zona sottostante al tamburo della cupola, è già sciolta dal ritmo delle partiture architettoniche, e riveste le strutture e le pareti “a mo' di un dorato tappeto splendidamente fiorito di colorì. Mantiene certamente, in siffatto dispiegarsi, una sua logica interna, ma essa non sempre coincide con quella dell'architettura, sicché il senso delle superfici e del loro sviluppo nel ritmo dell'organismo centrico non si coglie con la pungente immediatezza sottolineata, per riferirsi all'esempio più vicino, nella chiesetta dell'Ammiraglio. Questa autonomia nei confronti dei modelli noti, che probabilmente non si può con la suggestione della decorazione arabeggiante delle contigue sale del palazzo (ammesso – il che è difficile credere – che essa fosse già stata eseguita), oltre che nella disposizione dell'insieme, si coglie anche nell'intavolazione di non poche scene, ivi comprese quelle relative al ciclo cristologico: si è che qui ci troviamo in una fase ben più avanzata di quella tendenza “aulica” che ha in Daphni solo una tappa del suo svolgimento – non per nulla questo artista è il più dotato tra quanti operano in Sicilia in questo momento – ancora più geniale e dotta, e però più libera e mondana."

## Analisi stilistica
Tra i vari cicli musivi di Sicilia è facile cogliere notevoli punti di contatto. Questo vale specialmente per i mosaici della Cappella Palatina e della chiesa dell'Ammiraglio, a proposito dei quali può esser anche utile notare che le analogie corrono, in certo senso, parallele fra i gruppi corrispondenti. Pur nell'ambito di un orientamento comune, le affinità si fanno più accentuate tra le decorazioni corrispondenti delle due cupole, tra la decorazione delle zone sottostanti alle cupole e infine negli episodi delle “feste”.
La decorazione della cupola, con al centro il Pantocratore, è la parte più antica dei mosaici della Cappella Palatina, e pressoché contemporaneamente ad essa venne eseguita la parte consimile della decorazione della chiesa dell'Ammiraglio. Il richiamo non è casuale perché fra le due figure del Pantocratore, pur essendo quella della chiesa dell'Ammiraglio ispirata ad uno schema più arcaico, intercorrono non poche affinità: tanto l'una che l'altra figura staccano dal fondo d'oro impalpabile come da una superficie immota e si campiscono, accordandosi al tondo che le contiene, entro il giro perspicuo del contorno, con incisa nitidezza, servita dalla meticolosa compiutezza del disegno e dalla colorazione chiara che, specie nella figura della chiesa dell'Ammiraglio, fredda risplende sulla superficie del fondo. L'inaccessibile serenità di queste immagini remote è sostenuta dalla sapienza di chi può affidarsi ai dati acquisiti da una lunga esperienza e dalla sapienza che s'accompagna ad ogni accademismo. Nei mosaici sottostanti, compresi quelli sulle facce delle arcate, i rapporti tra la Cappella Palatina e la chiesa dell'Ammiraglio si fanno più accentuati, ma il tono – specie in rapporto all'anello sontuoso con gli angeli, “purificato riverbero del cerimoniale aulico e del fasto della corte bizantina”, e di una “suprema qualità pittorica… nel colore… moltiplicato degli ornati sulle vesti, dall'iride delle immobili ali spiegate” – è più corsivo, e più larghi i restauri e i rifacimenti.
La parte più alta della Palatina è costituita dal ciclo cristologico. L'ignoto mosaicista trae dalla miniatura contemporanea, come già ebbe da osservare il Kondakoff, i termini della sua ben convinta poetica. Da qui il dilungarsi delle proporzioni delle figure, e i ritmi ondulati dei contorni, d'una splendida purezza; da qui l'infittirsi delle figure nelle composizioni, e la contenuta vivacità narrativa che si sostituisce all'isolamento statuario delle immagini; da qui l'eliminazione nella linea d'ogni sottinteso disegnativo e il campirsi dei colori, di un'intonazione chiara e di un timbro argentino, in zone piatte e circoscritte, sicché le scene appaiono registrate in un tono cantante e unito, freddo e lucente. Anche in questi mosaici il segno è sostenuto da un graficismo d'impegno accademico, ma i vecchi temi sono riproposti con fantasia lieve, che ora s'effonde ne tono esultante di composizioni folte, come nella Natività, ora nell'intonazione più patetica di scene come la Fuga in Egitto decantata, sul fondo d'oro, dall'uguale chiarore delle limpide tinte, al modo d'una preziosa pagina miniata; ora si riversa divertita nella freschezza arguta degli episodi, come nell'Ingresso di Gesù a Gerusalemme, la cui festosità è accentuata dall'argentea chiarità del rialzo montuoso, che potenzia la lucentezza dei colori. Proprio questa scena – ma l'esemplificazione potrebbe ampliarsi – per ripeter approssimativamente l'intavolazione di quella di Daphni, può far misurare, nonostante le analogie, troppo forse accentuate dal Muratoff, il distacco fra i due artisti. Pochi figure a Daphni, e un segno ben altrimenti risentito e serrato nel legame stringente della composizione. Il ritmo disteso e gaio della composizione della Palatina si fa quindi più severo, ed è servito da una vibrante trama di passaggi cromatici, ignoti al mosaicista della scena palermitana, il quale invece fa risplendere il colore nella sua purezza – da qui anche il diverso sistema di collocazione delle tessere – e lo campisce in zone unite sul piano.
Al mosaicista delle “feste” appartiene pure il Pantocratore della lunetta al sommo del diaconico: un capolavoro d'equilibrio e raffinatezza e, di certo, l'immagine più alta di tutto il complesso. Il confronto con quello della cupola serve a mettere in chiaro risalto non tanto la diversità della maniera quanto la qualità eletta: la levità del tessuto lineare, che tutta solleva la figura e la include, con un rapporto mirabilmente armonico, entro il sesto rialzato della lunetta, e il colore che alto risplende, sigillando l'immagine come in un velo translucido.
I mosaici che decorano l'interno della chiesetta dell'Ammiraglio presentano un carattere più omogeneo e legato, ma non è dubbio che anche qui hanno lavorato vari artisti. Non è ad esempio chi non veda la diversità intercorrente tra la figura del Pantocratore e scene come l'Annunciazione o la Presentazione al Tempio. Quanto definita è la prima figura, altrettanto mosse e contrastate, nel risentito e serrato annodarsi e svolgersi dei panneggi, nel giuoco delle luci e delle ombre, sono, come già nella Cappella Palatina, le altre figure, e come tanto movimento si risolve in una continua accentuazione chiaroscurale, così dal fondo le figure staccano con illusione di rilievo.
Un maestro di più alte possibilità, ma pur sempre in relazione con quello delle fastose figurazioni della Palatina, dovette fornire i cartoni per gli angeli che s'inchinano nella calotta cupolare, per gli arcangeli della volta sul bema; per i profeti del tamburo e per gli evangelisti delle nicchie angolari; ed è verosimilmente il maestro che ideò, sempre nella chiesa dell'Ammiraglio, i due scomparti con la Natività e la Dormitio Virginia. Il confronto con le analoghe scene della Palatina è istruttivo per intendere – pur tra le innegabili affinità – il diverso modo di sentire dei due maestri. Le composizioni non si distendono più in superficie ma, in modo più conforme con la tradizione, s'accentrano, raccogliendosi in linee più severe e sintetiche, evitando ogni divagante dispersione. S'osservi ad esempio nella Natività il profilo della grotta, articolato in una semplice linea e grandiosa, senza, alla sommità, quell'ornamento frastagliato di cui viceversa si compiace e su cui insiste il mosaicista della Palatina. Ma nel complesso trattasi di una scena più semplice e d'intonazione più statica.
I due gruppi maggiori di mosaici della chiesetta dell'Ammiraglio – cioè quello che comprende i profeti del tamburo della cupola e le due scene della Natività e della Morte della Vergine e quello con le figure degli Apostoli, in cui il tono si fa più sostenuto e il rilievo attinge un'illusorietà sorprendente – si propongono in tal modo come “la più pura e diretta continuazione di Dafni” (Bettini).
Tale riferimento ovviamente va oltre l'analogo disporsi, nell'uno e nell'altro monumento, delle figure dei profeti attorno al tamburo della cupola, e tocca la medesima qualità dello stile, in rapporto al quale la parola “continuazione”, deve intendersi come superamento del retaggio “illusionistico” che avvolge le figure di Daphni in una continua vibrazione di colori e li fa risaltare, con estrema morbidezza di passaggi, sul fondo aureo, donde le figure della chiesetta palermitana possono sembrare più rigide e statiche, più astratte e distaccate.
I mosaici dell'abside della cattedrale di Cefalù appartengono indubbiamente all'attività di un solo artista, il quale, a giudicare dalla modellazione più asciutta, s'avvalse di qualche aiuto solo per la realizzazione della figura del Pantocratore. Nel complesso l'opera, ben conservata, è la più nobile, se non la più geniale, tra quante in Sicilia sono da ricondursi alla diretta attività d'artisti bizantini. E solo in questo senso sono da accertarsi i giudizi del Millet, del Wulff e di altri, ripresi pure e ribaditi dal Lasareff. Solo il Muratoff ha calcato la mano su questi mosaici e, anche se non ha mancato di rilevare la “grande abilità ed accuratezza tecnica dell'esecuzione”, li ha giudicati “frigidamente ufficiali”; il che è vero, ma soltanto in parte, cioè solo se si considerano i mosaici delle pareti e non già quelli dell'abside, gli unici viceversa da lui citati. Nel fatto, la schematicità delle rispondenze simmetriche entro cui sembra risolversi, – come poi, su d'un analogo fondamento, nelle classiche figure degli Apostoli dei superbi affreschi ornanti l'abside della Pieve di Bagnacavallo – il principio ritmico della composizione bizantina, è qui intimamente fusa con la solennità distesa dell'insieme, e a raggiungere tale effetto concorrono, con la larga e ritmica spaziatura, la grandiosità delle figure, d'una legatezza classica, e il tranquillo rilucere dei colori lieti. Del resto nella rigidità dello schema, le figure, pur nelle equivalenze imposte dalla perfetta bilanciatura, si disimpegnano con piena autonomia, e se il Pantocratore e la Vergine s'accampano in pose frontali, le altre figure sono girate su sé stesse e, come nel consimile riminese, a due a due accoppiate dalla vivacità dei gesti e dal ritmo delle movenze. All'impronta ieratica che potenzia la calma grandezza delle figure delle fasce più alte fa riscontro la mobilità che serpeggia nelle figure delle due zone più basse. Si ripete così, su un piano intimamente espressivo, il contrasto simboleggiato dall'ordinamento iconografico, tra l'eternità senza mutamenti della sfera celeste e la temporale mutevolezza della sfera terrena.
Se dal ritmo che associa le figure nella composizione si passa ai modi onde singolarmente sono realizzate, è facile notare che la solennità dell'insieme trova un perfetto riscontro nella loro sostenutezza, d'ascendenza ancor classica; un carattere la cui organicità o il cui senso statuario sono, non meno imponenti ma diversamente animate, degli Apostoli della chiesetta dell'Ammiraglio. Un'intonazione analoga caratterizza la solenne e patetica figura del Pantocratore, così finemente commisurata allo sviluppo del catino absidale e così morbida – anche se qua e là irrigidita dall'intervento di aiuti – per la trama sottile dei passaggi cromatici. Ad accertarsene basta metterla a confronto con quella dell'abside del duomo di Monreale. A parte il tono enfatico, dovuto anche al dilatarsi delle proporzioni, la classica ampiezza dei panneggi si disperde nel frastaglio insistente delle linee: l'essenzialità della superba figura di Cefalù e il suo equilibrato campirsi della superficie dell'abside sono in tal modo perduti, e la stessa grandiosità – come pure ebbe a notare il Kokandoff, riferendosi però a tutto il complesso della decorazione – è rappresentata dalla maternità delle proporzioni e dal frastaglio delle forme.
La diversità di movenze che, pur nell'ambito di un omogeneo orientamento di cultura e spesso di stile, bisogna notare nei mosaici delle chiese siciliane, lascia alquanto perplessi sul giudizio che, principalmente sui dati offerti dal dogmatico e però invalicabile ordinamento liturgico, irrigidisce la pittura bizantina in una glaciale immobilità linguistica. Il limite posto dalle esigenze teologiche e teocratiche e dalle convenienze liturgiche renderebbe, secondo tale giudizio, “illimitatamente assertiva” quest'arte, trasformando il suo linguaggio in “gergo esoterico”, in “automatismo scritturale”, in “scrittura ideologica e simbolica”, che trova la sua ancora di salvezza in un “assoluto edonismo”. Certo, in confronto all'arte occidentale, e particolarmente a quella romanza, la pittura bizantina appare priva di quello spirito impronto, di quella simpatia umana, che è controparte di una moralità non dogmatica e contemplativa, ma libera e attiva; una moralità che consente di guardare il cielo attraverso il contrasto degli interessi terreni, curiosa e sgomenta delle cose del mondo, di cui cerca appunto di chiarire il mistero. Pur tuttavia, anche guardando la terra dal cielo, i pittori bizantini trovarono sempre, come s'è visto passando in rassegna i mosaici delle chiese siciliane, d'affermare la loro personalità, ad un segno forse non toccato né dai poeti né dai letterati loro contemporanei. È quindi possibile, e del resto non potrebbe esser altrimenti, la loro qualificazione sul pian o concreto dei “valori”.